# Coptacra taiwanensis
Coptacra taiwanensis är en insektsart som beskrevs av Zhang, D.-c. och Hong Yin 2002. Coptacra taiwanensis ingår i släktet Coptacra och familjen gräshoppor. Inga underarter finns listade i Catalogue of Life.